# Colégio Infante de Sagres
O Colégio Infante de Sagres é uma instituição de ensino de Portugal.

## História
No ano de 1923, a família Palma Leal muda a sua residência de Beja para Lisboa, para a Quinta das Palmeiras, um largo terreno situado perto do Jardim Zoológico e do Palácio das Laranjeiras, na Calçada Palma de Baixo Nº5.
Havendo a necessidade de educar uma família numerosa e rentabilizar um tão grande espaço da quinta, surge a ideia de fundar o Colégio Infante Sagres neste terreno. Assim, no dia 7 de Outubro de 1928, por volta das 16:00 da tarde foi inaugurado o Colégio Infante Sagres pela mão do Senhor Marechal António Óscar Fragoso Carmona, Presidente da República e pelo Senhor Engenheiro Duarte José Pacheco, então Ministro da Instrução, sendo o director e proprietário o Doutor Manuel de Ataíde da Veiga Pavão da Silva Leal, casado com Maria Emília Laranjo Gomes Palma.
Inicialmente o Palácio setecentista da Quinta das Palmeiras servia de residência para a família e alunos, uma vez que era um colégio para alunos internos. Rapidamente o número crescente de alunos levou à necessidade de aumento das instalações. As primeiras obras foram a construção do ginásio, tão grande que sem grande prejuízo de espaço, mais tarde foi aí construída a primeira piscina coberta de Lisboa e ainda um palco para as aulas de teatro dos alunos.
Ao longo dos tempos, foi construído na mata da quinta um lago com barcos para praticar remo, construída a casa para o diretor para que todo o edificio pudesse ser apoveitado pela crescente afluência de alunos e foram sendo feitas novas instalações como salas de aula, laboratórios, museu de história natural. Mais tarde, abre a seção infantil para netos e filhos de antigos alunos.
Sob o lema “Talent de bien faire”, inspirado no seu patrono, Infante de Sagres, o colégio procurava incutir nos seus alunos um forte sentido de disciplina no qual a educação física, intelectual, moral, cívica, religiosa e artística eram a grande preocupação. 
No dia 26 de Outubro de 1962, Manuel de Ataíde da Veiga Pavão da Silva Leal, diretor do colégio morre deixando o cargo de direção ao seu filho Jorge Manuel Palma Leal, nascido em 1922.